# コンサート・バンド
コンサート・バンド（英語: Concert band）は、吹奏楽の形態のひとつであり、比較的大規模な楽団である。

## 概要
シンフォニック・バンドが80名から100名を超える大程度編成となる楽団であるのに対して、コンサート・バンドはそれに比較して規模が小さく、60名程度で編成されることが多い。その場合、シンフォニック・バンドと比べてクラリネットやフルートなどのパートを担当する奏者が少なくなることが一般的である。また、行進を目的とするマーチング・バンドに対して、単に「ステージ演奏を主とする楽団」の意味でも用いられる。